# Wierzbica-Kolonia
Wierzbica-Kolonia (do 31 grudnia 2002 Kolonia Wierzbica) – wieś (do 31 grudnia 2002 część wsi Wierzbica) w Polsce położona w województwie mazowieckim, w powiecie radomskim, w gminie Wierzbica. Ma status sołectwa.
W latach 1975–1998 miejscowość należała administracyjnie do województwa radomskiego. 1 stycznia 2003 nastąpiła zmiana nazwy z Kolonia Wierzbica na Wierzbica-Kolonia połączona z uzyskaniem przez tę dotychczasową część wsi Wierzbica statusu wsi.
Wierni Kościoła rzymskokatolickiego należą do parafii Parafia św. Stanisława w Wierzbicy.